# Sugata Saurabha (epos)
Sugata Saurabha – poemat epicki nepalskiego poety Chittadhara Hridayi, opublikowany w Kalkucie w Indiach w 1949. Utwór został w czasie pobytu autora w więzieniu za posługiwanie się w twórczości literackiej własnym językiem narodowym. Opowiada o życiu Buddy. Jest dziełem obszernym, liczącym ponad 350 stron druku. Na język angielski epos przełożyli Todd T. Lewis 
i Subarna Man Tuladhar.